# Andrew Applepie
Andreas Plab más conocido como Andrew Applepie (Múnich; Alemania el 27 de septiembre de 1989) es un cantante, músico y productor alemán.

## Biografía
Andreas Plab comenzó a escribir canciones pop a la edad de 13 años y estuvo activo como cantante y guitarrista de la banda alternativa de pop independiente Cat Stash. Compuso el tema musical Confianza para la película acerca de una niña. Desde el verano de 2015, compone música independiente y del hip-hop de la vieja escuela ha estado produciendo ritmos y canciones con una amplia variedad de equipos, desde instrumentos normales y exóticos hasta máquinas de ritmos clásicos y electrodomésticos.

## Trayectoria
Su música se dio a conocer a un público más amplio en otoño de 2015 debido al hecho de que una serie de personalidades YouTube y vloggers populares como Casey Neistat de la ciudad de Nueva York (YouTuber del año 2016), Mark Rober de California o Alfie Deyes de Brighton con varios Millones de suscriptores de YouTube comenzaron a usar sus canciones en sus videos. Desde entonces, muchos YouTubers desconocidos en todo el mundo han usado sus pistas. Esta combinación en particular ha hecho que la música de Andrew Applepie se difunda muy rápidamente e internacionalmente. Uno de los videos más virales es "25 MILLONES Orbeez en una piscina de Mark Rober - ¿Te hundes o flotas?"  con más de 20 millones de visitas.
Andrew Applepie ha estado actuando con el pianista y compositor de jazz de Berlín Lorenz Kellhuber bajo el nombre de Hybrid Kings desde el verano de 2016. Su sonido individual se crea mediante un bucle en vivo improvisado gratuito de instrumentos acústicos y ritmos electrónicos en el escenario.
En marzo de 2018, actuó en el South by Southwest Festival en Austin, Texas.

## Premios
En 2016, Andrew Applepie recibió el Premio de Música de la Ciudad de Ratisbona en la categoría "Música innovadora - Escena libre".

## Discografía

### Álbumes
- 2015: Real Sweet
- 2016: Andrew Applepie
- 2016: B-Side (Real Sweet & Andrew Applepie)
- 2017: Two Suns
- 2017: This Amount Of Songs Almost Broke The Internet, Vol. 1
- 2017: Nine Songs To Relax
- 2017: A Couple Of Pop Songs
- 2017: This Amount Of Songs Almost Broke The Internet, Vol. 2
- 2018: Hanging Out, Playing Video Games, Writing Songs
- 2018: This Amount Of Songs Almost Broke The Internet, Vol. 3
- 2018: California Kamala Falcon
- 2018: This Amount Of Songs Almost Broke The Internet, Vol. 4
- 2019: Earth Ran Out Of Disk Space 1

### Sencillos
- 2015: Thieves
- 2016: I'm So
- 2016: Antarctica[5]
- 2016: Secrets
- 2016: Pokemon in NYC
- 2016: Ankara Please
- 2017: Hit The Gas
- 2017: Keep On Trying
- 2017: Sweet Tomorrow
- 2017: Drowning World feat. Bjurman
- 2017: Put Your Hands Together
- 2017: I've Been Lonely feat. AK
- 2017: Momma, I've Got A Feeling
- 2017: Fantasy Prison
- 2017: Waltz of Despair feat. Bjurman
- 2017: Please Don't Go
- 2017: When the World Goes Down - AK remix
- 2017: Be with You - with Blue Wednesday
- 2017: Don't Fuck This Up - with Ed Prosek
- 2017: Names feat. NKLS
- 2018: When The Lights Go Out feat. Sean Angus Watson
- 2018: Riding The Fullmoon - with Blind He-Man O'Hara
- 2018: Dove feat. Bjurman
- 2018: Arrow feat. Bjurman
- 2018: Not Gonna Lie
- 2018: For Bob
- 2018: Down
- 2018: Sun Go Down
- 2018: Feel It In My Face
- 2018: Momma, I've Got A Feeling - Joey Pecoraro Remix
- 2018: Catch It - with NKLS
- 2019: Politics
- 2019: Salted Caramel
- 2019: Capricorn
- 2019: Fridays For Future
- 2019: 11:11